# بیلی ویزد
بیلی ویزد (به چکی: Bílý Újezd) یک منطقهٔ مسکونی در جمهوری چک است که در ناحیه ریخنوف ناد کنیژنوو واقع شده‌است.